# Szalay Zoltán (restaurátor)
Szalay Zoltán (Budapest, 1924. március 4. – 2020. november) magyar restaurátor, egyetemi docens.

## Életpályája
Az asztalossegédi vizsga letétele után elvégezte az Országos Iparművészeti Iskola szobrász szakát. A Szegedi Tanárképző Főiskolán először biológia-kémia általános iskolai tanári oklevelet, majd a József Attila Tudományegyetemen középiskolai biológiai tanári oklevelet szerzett. Közben elvégezte a faanyagvédelmi szakelőadói tanfolyamot. 1947-től szerződéses alkalmazott (restaurátor) a Néprajzi Múzeumban. Megtervezte a múzeum restauráló műhelyét, melynek 1961-ig volt vezetője. 1961-ben félállással áthelyezték a Központi Múzeológiai Technológiai Csoporthoz (KMTCS), ahol egy év múlva teljes állást kapott. 1961–1974 között főrestaurátorként irányította és maga is végezte a Technológiai Csoportnál folyó gyakorlati restaurálás munkát. 1962-től folyamatosan a KMTCS-nél és jogutódjánál dolgozott nyugdíjazásáig. 1963-tól óraadó tanár a Képzőművészeti Főiskolán, 1973-tól egyetemi adjunktus, 1980-tól egyetemi docens volt. 1974–1987 között a Restaurátor Osztály vezetője, szakmai irányítója. 1994-ig félállásban egyetemi docens, a Tárgyrestaurátor szakot vezette.
A Magyar Képzőművészeti Főiskolán az általános restaurátor szakot vezette nyugdíjazásáig, nappali tagozaton faanyagtant oktatott. Tagja volt a Képző és Iparművészek Szövetségének, a Magyar Alkotóművészek Országos Egyesületének.
2020 novemberében elhunyt.

## Munkássága
Munkássága meghatározta Magyarországon a néprajzi tárgyak, üveg, bőr, vízzel telítődött ásatási faanyagok, borostyánkő, régészeti textil, festett zászló, freskó és mozaikrestaurálását, bevezette a restaurálás terén a fameghatározást, a múzeumi gomba és rovarkártevők azonosítását, valamint a korszerű metakrilát anyagok használatát. Az említett témakörökben számos publikációja készült, amelyek a Múzeumi Műtárgyvédelem köteteiben megjelentek.
Kulcsszerepet vállalt a restaurátorok képzésének kialakításában, megszervezésében és oktatásában. A tárgyrestaurátorok képzésének kialakításában, megszervezésében és oktatásában. A tárgyrestaurátorok joggal tekintik tanítómesterüknek. Munkássága megalapozta a magyar restaurálás nemzetközi szintre emelését, elismerését.
Nyugdíjazása után az oktatás mellett a gyakorlati restaurálást is tovább folytatta.

## Kitüntetések
- 1955 és 1968: Kiváló dolgozó
- 1984: Móra Ferenc-emlékérem
- 1988: Munka Érdemrend bronz fokozat
- 2003: Balázsy Ágnes-díj
- 2004: Ferenczy Noémi-díj